# Club Atlético Argentino (Rosario)
El Club Atlético Argentino, conocido como Argentino de Rosario, es una Asociación Civil sin fines de lucro fundada el 15 de enero de 1912 en la ciudad de Rosario, en la provincia de Santa Fe. El estadio donde disputa sus encuentros como local es el José Martín Olaeta, que actualmente tiene una capacidad para 6800 personas. Milita en la Primera C, cuarta división para los equipos directamente afiliados a la AFA.
El club llegó a disputar la Primera B Nacional, segunda categoría del fútbol argentino, en la temporada 1999/00, siendo este el punto más alto alcanzado, al igual que las 9 temporadas disputadas en la vieja Primera B, también segunda categoría en su momento.

## Historia
El 15 de enero de 1912 se fundó el Club Atlético 1º de Mayo. Más tarde pasó a llamarse Embarcadero Córdoba-Rosario, ya que sus socios eran empleados en el Embarcadero creado por el Ferrocarril Central de Córdoba, a la vera del ramal CC3 del Ferrocarril Belgrano. Con esa denominación actuó durante pocos años en la Asociación Rosarina de Fútbol. Posteriormente, al club se lo llamó Club Atlético Nacional, denominación con la cual compitió en la Copa Beccar Varela 1933, llegando hasta los octavos de final donde quedó eliminado al caer por 3-2 contra Racing Club. Finalmente, se lo conoció como el Club Atlético Argentino, su actual nombre.
En 1944 se afilió a la AFA para jugar en la Segunda División (hoy en día denominada Primera B). En 1945 realizó su mejor campaña en dicha categoría, ya que se ubicó en el segundo puesto, a dos unidades de Tigre, que fue el campeón del torneo. No logró ascender a Primera División, pero fue la ocasión que más cerca estuvo de hacerlo.
En 1962 dejó de participar en dicho campeonato por razones económicas, pero en 1970 fue incorporado por la AFA en Primera C, logrando el campeonato en 1983 y de esa manera ascendiendo a la Primera B.
En la temporada 1984 realizó una buena campaña, finalizando tercero en la zona A y clasificando al torneo octogonal por el ascenso a Primera División. En cuartos de final, fue eliminado por Gimnasia y Esgrima de La Plata, quién luego resultaría ganador del ascenso. En esa temporada y la siguiente, Argentino enfrentó a Racing Club en cuatro ocasiones, venciéndolo en todas.
Con la creación del Nacional B en 1986, Argentino no consiguió clasificarse al finalizar último en el grupo A del campeonato 1986 de la Primera B, categoría en la que continuó jugando pero ya siendo la tercera división.
En la temporada 1988-89 regresa a la Primera C a pesar de ser subcampeón del torneo, pero pronto se repondría y un año más tarde, tras jugar la temporada 1989-90 y ganar el Torneo Reducido, sube nuevamente a la Primera B. Participa durante nueve temporadas seguidas en esta categoría y finalmente es campeón absoluto de la temporada 1998/99, consiguiendo los Torneos Apertura y Clausura (sin necesidad de disputar finales) y ascendió por primera vez en su historia a la B Nacional. Sin embargo, tan solo un año más tarde regresó a la Primera B. Luego de tres temporadas en esa categoría, que resultaron en malas campañas, en la temporada 2002-03 volvió a la Primera C.
En su retorno a la Primera C obtuvo el Torneo Clausura 2004 y derrotó en la final a Barracas Central (campeón del Torneo Apertura 2003), para nuevamente jugar en la Primera B. Otra vez, el club realizó una mala campaña, no pudo mantenerse y volvió a la Primera C un año más tarde, en el 2005. Allí estuvo durante 5 años, cuando finalmente, tras la temporada 2009-10 cae en zona de Promoción, debiendo disputar la misma contra el Liniers. Argentino de Rosario no puede derrotar al club de La Matanza y por primera vez en la historia del fútbol rosarino, un equipo desciende a la Primera D.
El club mantiene una gran amistad con el Club Atlético Estudiantes y con el Club Atlético Excursionistas.

## Jugadores destacados
- Abel Piva: jugó en Independiente

- Daniel Killer: jugó en Rosario Central , Racing

- Damián Akerman: jugó en Deportivo Morón

- Pablo Marini: jugó en Arsenal

- Nicolás Pavlovich: jugó Banfield.

- Manuel Arrabal: jugó en Chacarita Juniors

- Rolando Schiavi: jugó en Boca Juniors

- Juan Marvezi: jugó en Tigre

- Cristian Campestrini: jugó en Rosario central , Arsenal

- Marcelo Bielsa: jugó en Newell's

- Darío Cabrol: jugó en Unión de Santa Fe, Colon (SF).

## Uniforme
- Uniforme titular: Camiseta blanca con vivos azules, pantalón y medias azules.
- Uniforme alternativo: Camiseta azul con vivos blancos, pantalón y medias azules.

### Evolución del uniforme
| 2013 | 2013-2014 | 2015 | 2017 | 2017-2018 |

### Indumentaria y patrocinador
| Período       | Proveedor      |
| ------------- | -------------- |
| 1980-1982     | Uribarri       |
| 1983-1984     | Nanque         |
| 1985-1986     | Le Coq Sportif |
| 1986-1989     | Sport 78       |
| 1989-1992     | Uhlsport       |
| 1992-1994     | Cianciardo     |
| 1994-1996     | Puma           |
| 1996-1999     | Vars           |
| 1999          | Luanvi         |
| 1999-2001     | Sport 2000     |
| 2001-2002     | Sport 78       |
| 2002-2005     | NR Nara        |
| 2005-2006     | Signia         |
| 2006-2007     | NR Nara        |
| 2007-2010     | Athlete's Life |
| 2010-2012     | Marca Propia   |
| 2013-2016     | AB Sports      |
| 2017-2021     | Kion           |
| 2021          | HM Sport       |
| 2022          | Meta           |
| 2023-presente | Kion           |

| Período       | Patrocinador                   |
| ------------- | ------------------------------ |
| 1981-1982     | Sport 78                       |
| 1983-1984     | Bambi Sport                    |
| 1985          | Sport 78                       |
| 1986-1987     | Flor de Disco                  |
| 1987-1989     | Lotería de Santa Fe            |
| 1989-1992     | Zanella                        |
| 1992-1994     | General Paz Seguros            |
| 1994-1995     | Cablevisión Sur/Galavisión     |
| 1995-1996     | Galavisión                     |
| 1996-1997     | General Paz Seguros/Galavisión |
| 1997-1999     | General Paz Seguros            |
| 1999-2001     | Diario La Capital              |
| 2002-2003     | Planauto Firmat                |
| 2003-2005     | Cablehogar                     |
| 2005-2006     | Peressoti                      |
| 2006-2007     | Sugarosa/Peressoti             |
| 2007-2008     | Rouge Motel/Sugarosa/Peressoti |
| 2008-2009     | Rouge Motel/Peressoti          |
| 2009-2010     | Sport 78                       |
| 2010-2012     | Red TL                         |
| 2013-2021     | AM 1330                        |
| 2021          | Roma Equipamientos             |
| 2022          | Royal Group                    |
| 2023          | Lácteos Rosalat/Arroz Pionetti |
| 2024-presente | Banco Coinag                   |

## Estadio
El club disputa sus partidos como local en el estadio José Martín Olaeta. El mismo posee actualmente capacidad para 6800 espectadores habiendo sido inaugurado el 8 de abril de 1944.
Su nombre se debe a un importante dirigente recordado por ser el principal responsable de la afiliación del equipo a la Asociación del Fútbol Argentino, también en el año 1944, quien además compró los terrenos donde hoy se encuentra el estadio.

## Rivalidades
Su máximo rival es Tiro Federal Argentino, pero desde hace mucho tiempo no juegan en forma oficial debido a estar en distintas categorías. Además, desde hace varias décadas pasó a tener una fuerte rivalidad con Central Córdoba.

## Datos del club
- Temporadas en Primera División: 0
  - Temporadas en Primera B Nacional: 1 (1999/00)[10]
  - Temporadas en Primera B: 25 (1944-1949, 1984-1988/89, 1990/91-1998/99, 2000/01-2002/03 y 2004/05)[10]
  - Temporadas en Primera C: 35 (1950-1961, 1970-1983, 1989/90, 2003/04, 2005/06-2009/10 y 2024-)[10]
  - Temporadas en Primera D: 15 (2010/11-2023)[10]
- Temporadas desafiliado: 8 (1962-1969)

##### Total
- Temporadas en Segunda División: 10
- Temporadas en Tercera División: 42
- Temporadas en Cuarta División: 9
- Temporadas en Quinta División: 15

## Palmarés

### Torneos regionales oficiales
- Torneo Preparación de la Asociación Rosarina de Fútbol (1): 1935
- Torneo Gobernador Luciano Molinas (2) 1944 y 1948.
- Torneo Hermenegildo Ivancich (5): 1938, 1948, 1952, 1984 y 2008.
- Copa Santa Fe (1): 2022.

### Torneos nacionales oficiales
- Primera B (1): 1998/99 Bicampeón Apertura y Clausura.
- Primera C (2): 1983 y 2003/04.
- Subcampeón Primera B: 1945.

### Otros logros
- Ascenso a Primera B como ganador del Torneo Reducido: 1989/90.

Fútbol Playa Masculino:
- Campeón Liga Argentina Fútbol Playa: 2018
- Campeón Liga Argentina Fútbol Playa: 2019
- Campeón A.F.A. Liga Nacional de Fútbol Playa: 2024
- Campeón A.F.A. Liga Nacional de Fútbol Playa: 2024  -  2do. Torneo 2024. Clasificación a la Copa Libertadores de Futbol Playa 2025.

Fútbol Playa Femenino:
- Campeón A.F.A. Torneo Apertura Fútbol Playa: 2023
- Campeón A.F.A. Copa Trofeo de Campeonas Fútbol Playa: 2023

- Campeón A.F.A. Liga Nacional de Fútbol Playa Femenino: 2024
- Campeón A.F.A. Liga Nacional de Fútbol Playa Femenino: 2024 Bicampeonato

INFERIORES de A.F.A. C y D: 2012 y 2016 ( masculino )
INFERIORES de A.F.A. C.  ( Año 2024 ) Campeón Categoria 4ta.  /   Campeón Categoria 5ta.   ( masculino )

Futsal - Asociación Rosarina de Fútbol:
- Campeón Categoria 8va. - Inferiores-. Año 2014.

## Goleadas Históricas
A favor
- En Primera B Nacional 6 - 1 a Platense en 2000
- En Primera B 9 - 0 a Nueva Chicago en 1944 y 5 a 3en 1948
- En Primera C 8 - 1 a Acassuso en 1954.
- En Primera D 6 - 0 a Puerto Nuevo en 2011
- En Copa Santa Fe 6 - 0 a Tiro Federal en 2016
- En Primera B 5 a 3 a Central Cordoba (ROSARIO)1947

En contra
- En Primera B Nacional 0 - 5 contra Huracán en 2000
- En Primera C 1 - 8 contra Barracas Central en 1960
- En Primera D 0 - 7 contra Puerto Nuevo en 2015

## Fútbol femenino
El equipo femenino de Argentino de Rosario es el más longevo de la ciudad de Rosario en la disciplina. Desde 2018 compite oficialmente en AFA (en la que además fue el primer club rosarino en disputar oficialmente). Actualmente compite en la Primera División B, segunda categoría del sistema de ligas femenino argentino.

### Datos del club
Temporadas en Segunda División: 5 (2018 — )